# Arholma

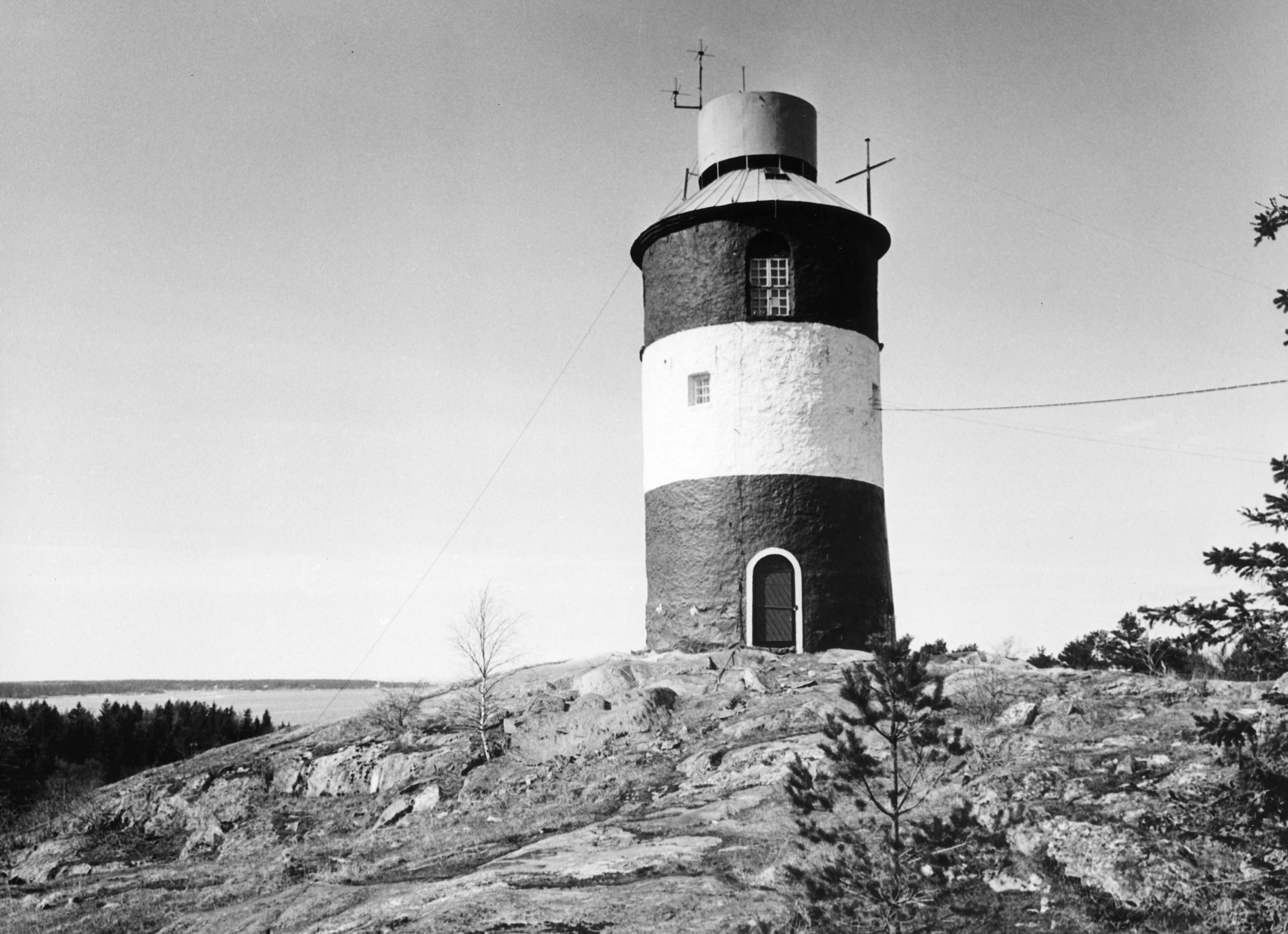
Vuurtoren

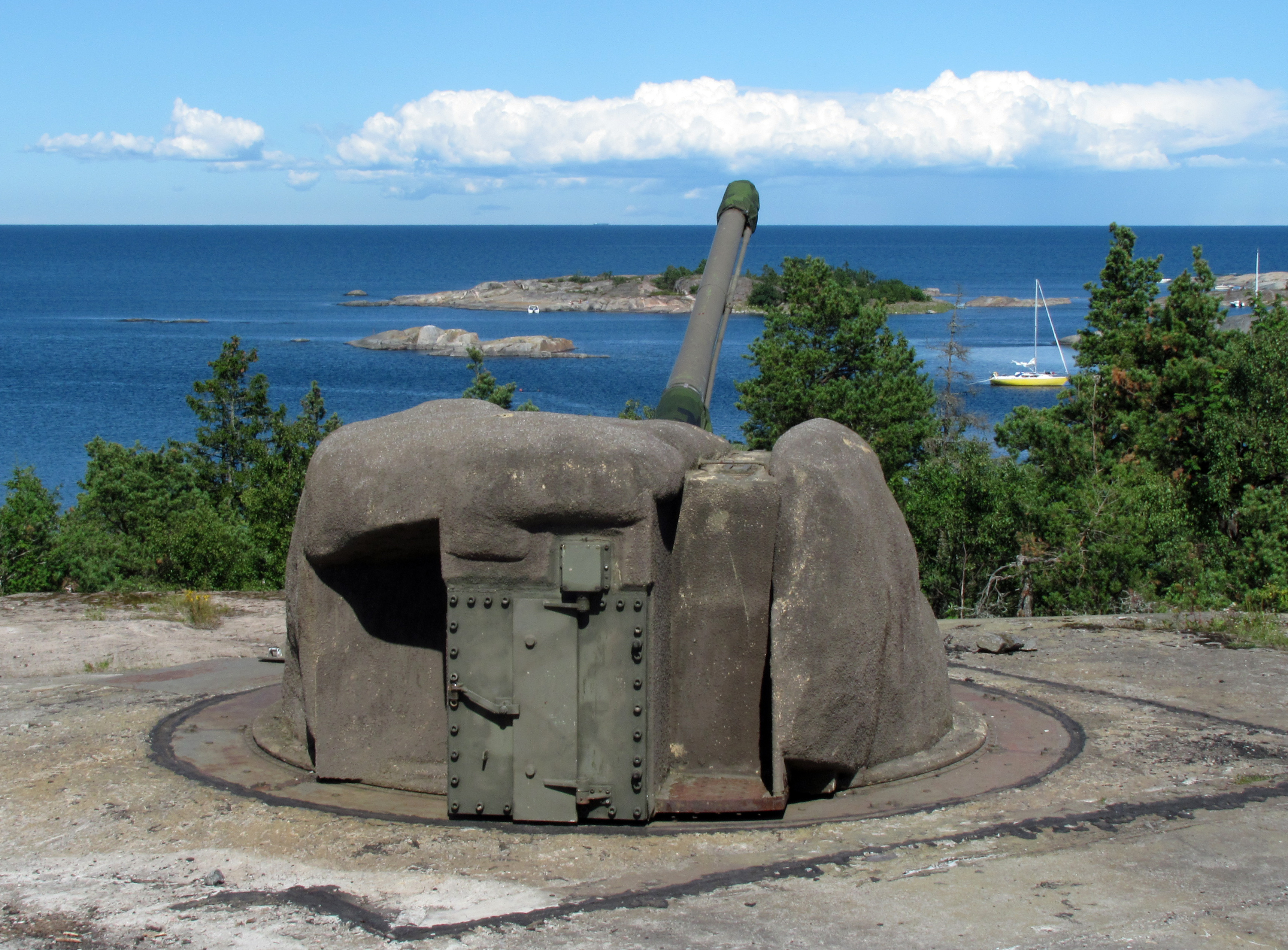
Kanon

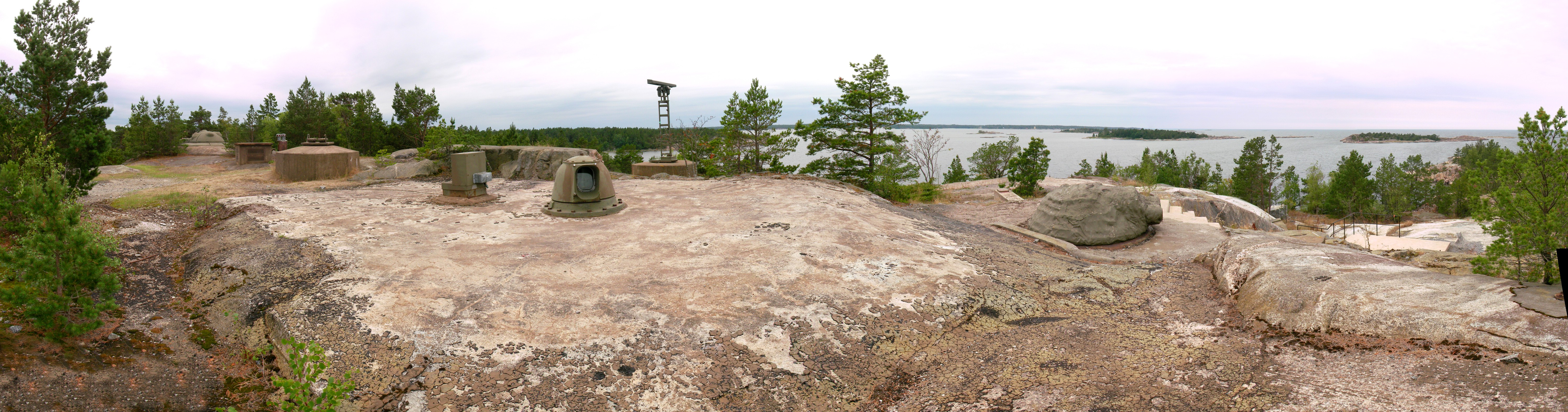
Kustbatterij

Arholma is een eiland in het noordoosten van de Scherenkust van Stockholm, in de gemeente Norrtälje. Het eiland heeft zo'n 40 permanente bewoners, echter tijdens de zomer zijn er zo'n 500 mensen aanwezig op het eiland, vooral toeristen uit Stockholm.

## Geschiedenis
Het eiland werd voor het eerst genoemd in de 13e eeuw, in een vaarroute van koning Waldemar II van Denemarken. De bewoners leefden vooral van de jacht op zeehonden en vogels. Vanaf het midden van de 16e eeuw was er een dorp op het eiland en in 1650 waren er 7 grote hoeven.
Arholma heeft nog veel gebouwen uit de 19e eeuw. De vuurtoren werd gebouwd in 1768. Alle oudere gebouwen werden verbrand door de Russen tijdens invallen in 1719. De kerk werd gebouwd in 1928.
In het begin van de 20e eeuw werd vissen vervangen door toerisme als hoofdbron van inkomsten op het eiland. In 1963 begon de Skärgårdsstiftelsen (Nederlands: Archipelstichting) land op te kopen voor traditionele landbouw en bosbouw. In 2007 was ongeveer een kwart van het eiland in handen van deze stichting. Tijdens de koude oorlog werd een kustbatterij gebouwd op het eiland. Deze is tegenwoordig opengesteld als museum.